# ヴィレッジ・ヴォイス
『ヴィレッジ・ヴォイス』(英語: The Village Voice) は、アメリカ合衆国の新聞である。
ダン・ウルフ、エド・ファンチャー、ノーマン・メイラーによって設立された。1955年10月26日に創刊号が刊行された。2017年9月20日発売号をもってプリント版での発行を停止した。2018年8月31日にオンライン版での発行を停止し、同紙は廃刊となった。
同紙では、ジョナス・メカス、アンドリュー・サリス、ロバート・クリストガウ、ナット・ヘントフなどが批評を執筆した。
一時期、週間発行部数は250,000部に達した。1981年、1986年、2000年の3度にわたり、ピューリッツァー賞を受賞した。雑誌『ザ・ニューヨーカー』において、同紙は「アメリカのジャーナリズムの歴史において最も成功した事業のひとつ」と評されている。

## 関連文献
- McAuliffe, Kevin Michael (1978). The Great American Newspaper: The Rise and Fall of the Village Voice. Scribner